# Milton Cruz (Fußballspieler)
Milton da Cruz (* 1. August 1957 in Cubatão) ist ein ehemaliger brasilianischer Fußballspieler.

## Karriere

### Vereine
Milton begann seine Profilaufbahn 1977 beim brasilianischen Erstligisten FC São Paulo. Mit dem Verein wurde er 1977 brasilianischer Meister. Milton stand von 1980 bis 1983 bei den mexikanischen Vereinen Tecos FC und uruguayischen Vereinen Nacional Montevideo unter Vertrag. 1983 kehrte er nach Brasilien zurück. Hier spielte er bis 1987 für SC Internacional, Sport Recife, Catuense und Náutico Capibaribe. 1988 wechselte er nach Japan. Hier unterschrieb er einen Vertrag beim Erstligisten-Verein Yomiuri. Danach spielte er bei Nissan Motors und Sumitomo Metals (Kashima Antlers). Für Sumitomo bestritt er insgesamt 48 Zweitligaspiele und schoss dabei 35 Tore. 1991/92 wurde er mit dem Verein Vizemeister der Japan Soccer League Div 2.

### Nationalmannschaft
1984 nahm er mit der Olympiamannschaft an den Olympischen Spielen in Los Angeles teil. Milton kam in drei von sechs Spielen zum Einsatz, unter anderem im Finale. Im Finale musste sich Brasilien aber mit 0:2 der französischen Mannschaft geschlagen geben.

## Erfolge
FC São Paulo
- Brasilianischer Meister: 1977

Als Trainer
- Staatsmeisterschaft von Santa Catarina: 2018 mit Figueirense